# 阿马里伊·贝尔
阿马里伊·贝尔（英語：Amari'i Bell，1994年5月5日—）是一名牙買加足球運動員，司職左邊衛，現效力英格蘭足球冠軍聯賽球會查尔顿及牙買加國家足球隊。

## 球會生涯
阿马里伊·贝尔出身於索利赫尔沼泽的青訓系統，在2011年成為伯明翰青年軍一員，2012年6月與伯明翰簽下一年職業合約。2012/13球季，他成為發展隊的常規成員，並在季後獲得另一份伙期一年的合約，另加一年行使權。
2013年7月，貝爾被外借至英議聯球會紐尼頓鎮至2014年1月，並成球季首場比賽上場，以1-0小勝马科斯菲尔德。由於母會缺乏防守球員參加英格蘭聯賽盃，因此他在9月20日被球會召回。回隊伯明翰後他雖獲發球衣號碼，但沒有上場比賽，數天後又外借到紐尼頓鎮。由於伯明翰左後衛米切·漢科斯受傷及大卫·墨菲倦勤，伯明翰在12月9日再次召回他。
2014年1月28日，貝爾首次代表伯明翰上場參加對莱斯特城的比賽，換入受傷的漢科斯，球隊以2-1落敗。之後再沒有上場機會，因此在3月6日他被外借到京达米士特至季末.。4月15日對剑桥联一戰，他打進職業生涯首顆進球，使球隊以2-0取勝。
2014/15球季開始前，貝爾被外借到英乙球會曼斯菲尔德城至2015年1月，三場比賽均沒有上場機會後便被召回。2014年9月26日，他外借到英甲球會斯温登至2015年1月31日，2015年3月外借到吉林汉姆至季末。季末，伯明翰會方決定不行使合約延長權，宣佈放棄貝爾。儘管有傳吉林汉姆有意簽下他，他決定加盟英甲球會弗利特伍德。
貝爾於2018年1月19日與當時另一英甲球會布力般流浪簽約兩年半。

## 榮譽
盧頓
- 英冠附加賽冠軍 : 2023[21]

## 外部連結
- 足球数据库：阿马里伊·贝尔的球员统计数据